# Katalog zasobów
Katalog zasobów – metoda terapeutyczna, polegająca na sporządzeniu przez klienta systemu wsparcia społecznego (np. asystenta rodziny, pracownika socjalnego) listy mocnych stron, cech osobowości, pozytywnych i lubianych zachowań - na przykład swojego partnera w związku, a także sposobów spędzania wolnego czasu.
Metoda ta pozwala spojrzeć np. na swój związek w sposób pozytywny, odwołać się do pozytywnych przeżyć i wzmocnić w dążeniu do pozytywnych zmian.